# Parque nacional de Bukit Baka-Bukit Raya
El Parque nacional de Bukit Baka Bukit Raya es un área protegida que se encuentra en la isla de Borneo, Indonesia. Recibe su nombre de las montañas Bukit Baka (1.620 metros) y Bukit Raya (2.278 metros), parte de la cordillera Schwaner en el límite entre Kalimantan Central y Kalimantan Occidental.
El parque nacional forma parte del proyecto conservacionista Corazón de Borneo.

## Flora y fauna
En el parque se han documentado 817 especies botánicas, incluyendo ejemplares de las familias de Dipterocarpaceae, Myrtaceae, Sapotaceae, Euphorbiaceae, Lauraceae y Ericaceae. Plantas endémicas de la isla son Symplocos rayae, Gluta sabahana, Dillenia beccariana, Lithocarpus coopertus, Selaginnella magnifica y Tetracera glaberrima.
El parque protege el hábitat de la pantera nebulosa de Borneo, el orangután de Borneo, osos malayos (Helarctos malayanus euryspilus), langures marrones, loris perezosos (Nycticebus coucang borneanus), sambar y ardillas voladoras. Entre las especies de aves que se pueden encontrar en este parque, pueden citarse el cálao malayo y el de yelmo, la palomita esmeralda coliverde, tórtola-cuco chica y el espolonero de Borneo.

## Ocupación humana
Los pueblos indígenas en el parque incluyen los grupos étnicos de los dayak limbai, ransa, kenyilu, ot danum, malahui, kahoi y kahayan.

## Conservación y amenazas
En 1978 se estableció una reserva natural de 500 km² alrededor de Bukit Raya, y al año siguiente se amplió a 1.100 km². En 1982 se creó la reserva natural de Bukit Baka, con una superficie de 1.000 km². Después de varios cambios menores en relación con los límites de las dos reservas, en 1992 las dos áreas protegidas se fusionaron y se creó el parque nacional de Bukit Baka Bukit Raya con una superficie de 1.810 km².
El parque se ha visto afectado por una severa tala ilegal desde finales del siglo XX.